# Zodariellum nenilini
Zodariellum nenilini är en spindelart som först beskrevs av Kirill Yeskov 1995.  Zodariellum nenilini ingår i släktet Zodariellum och familjen Zodariidae. Inga underarter finns listade i Catalogue of Life.